# Vrouwenstudies

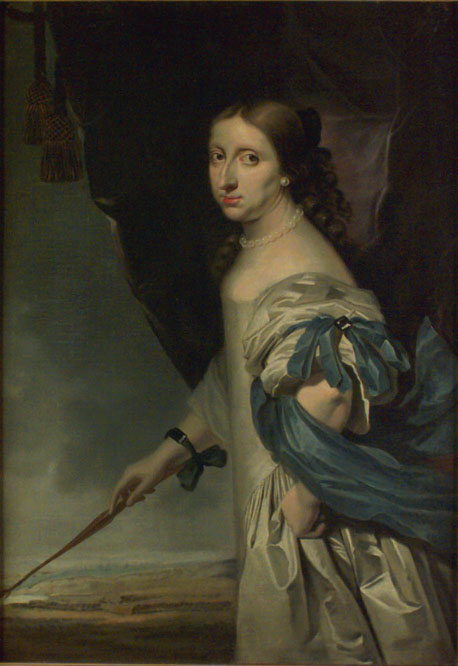
Koningin Christina van Zweden (1661)

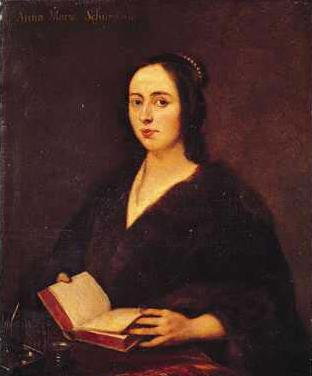
Anna Maria van Schurman door Jan Lievens (1649)

Vrouwenstudies is een niet scherp af te grenzen tak van wetenschapsbeoefening die zich primair bezighoudt met de verhouding tussen de seksen in allerlei maatschappelijke omgevingen, veelal vanuit een activistisch, feministisch perspectief. Vrouwenstudies werd in de laatste decennia van de twintigste eeuw een erkend, zij het niet onomstreden, vak op veel universiteiten. Het omvat tal van subdisciplines, waaronder theologie en psychologie. Veel vakgroepen vrouwenstudies werden later omgevormd tot vakgroepen genderstudies. Studenten vrouwen- en genderstudies zijn overwegend vrouwen. 
Tot de historische voorbeelden van intellectuele vrouwenemancipatie behoren figuren als koningin Christina I van Zweden en haar tijdgenote Anna Maria van Schurman.